# Lawless
Lawless är en amerikansk film som hade premiär den 29 augusti 2012 med regi av John Hillcoat och med manus av Nick Cave. Filmen är baserad på boken The Wettest County in the World. Filmen var under utveckling i ungefär tre år innan den släpptes. Den visades på filmfestivalen i Cannes 2012.

## Handling
Filmen kretsar kring bröderna Jack, Forrest och Howard Bondurant, som bedrev olagliga affärer med alkohol under förbudstiden i USA.

## Rollista
| Shia LaBeouf     | – Jack Bondurant       |
| Tom Hardy        | – Forrest Bondurant    |
| Jason Clarke     | – Howard Bondurant     |
| Guy Pearce       | – Charlie Rakes        |
| Jessica Chastain | – Maggie Beauford      |
| Mia Wasikowska   | – Bertha Minnix        |
| Dane DeHaan      | – Cricket Pate         |
| Chris McGarry    | – Danny                |
| Tim Tolin        | – Mason Wardell        |
| Gary Oldman      | – Floyd Banner         |
| Lew Temple       | – Deputy Henry Abshire |
| Marcus Hester    | – Deputy Jeff Richards |
| Bill Camp        | – Sheriff Hodges       |
| Alex Van         | – Tizwell Minnix       |
| Noah Taylor      | – Gummy Walsh          |